# Форли, Джованни Винченцо
Джованни Винченцо Форли (итал. Giovanni Vincenzo Forli; ок. 1580 в Форли-дель-Саннио — ок. 1625) — итальянский живописец XVII века, периода барокко, работал в Неаполе. Маньерист, караваджист.

## Жизнь и творчество
О жизни этого художника известно очень мало, он был родом из городка Форли-дель-Саннио (ныне в провинции Изерния), от которого он получил своё имя. Работал в Неаполе в период с 1590-х годов. Организовал мастерскую по созданию алтарных картин. Между 1592 и 1594 годами Форли установил рабочие отношения с управляющими «Святого дома Благовещения» (Casa Santa dell’Annunziata), одного из самых влиятельных благотворительных учреждений в городе, взяв на себя обязательство создать несколько картин, ныне утерянных.
В 1607—1608 годах Форли написал картину «Добрый самаритянин» для церкви Пио-Монте-делла-Мизерикордия в Неаполе, где Караваджо только что создал главный алтарь «Семь деяний милосердия» (1607). Джованни Винченцо находился под явным влиянием тенебризма — течения в живописи эпохи барокко, сложившегося под воздействием мощного искусства Караваджо. Однако произведения Форли имеют маньеристский оттенок, хотя и характерны типичными для тенебристов эффектами света и тени. Впоследствии Форли написал «Обрезание Христа» для церкви Санта-Мария-делла-Санита (между 1610 и 1612), возможно, завершив картину, начатую Караваджо.
С конца 1616 до середины 1619 года Форли совместно с Караччоло и Филиппо Витале создавал плафонные росписи церкви Аннунциаты в Капуе: «Благовещение», «Рождество», «Обрезание Христа» и «Сошествие Святого Духа на апостолов» (росписи были повреждены в 1943 году бомбардировками во время Второй мировой войны и испорчены неудачной реставрацией в 1960—1970-х годах).
Из документов достоверно известно, что Форли работал ещё около двадцати лет, но место и дата его смерти неизвестны.